# Dirina mexicana
Dirina mexicana är en lavart som beskrevs av Anders Tehler. 
Dirina mexicana ingår i släktet Dirina och familjen Roccellaceae. Inga underarter finns listade i Catalogue of Life.